# FM Static
FM Static je kanadská pop-punková hudební skupina z Toronta. Vznikla jako vedlejší projekt členů kapely Thousand Foot Krutch (Trevora McNevana – zpěv, kytara a Stevea Augustineho – bicí). V počátcích v kapele také hrál Justin Smith (basa) a John Bunner (kytara). V roce 2003 vydala skupina u Tooth&Nail Records první desku What Are You Waiting For. Bunner zakrátko odešel a nahradil ho kytarista Jeremy Smith, ale on i jeho bratr Justin Smith kapelu opustili v roce 2005.
V srpnu 2006 vydala skupina své druhé album Critically Ashamed a roku 2009 třetí album s názvem Dear Diary. Čtvrté studiové album s názvem My Brain Says Stop, But My Heart Says Go vyšlo 5. dubna 2011.

## Diskografie

### Alba
- What Are You Waiting For? (Tooth & Nail Records, 22. července 2003)
- Critically Ashamed (Tooth & Nail Records, 1. srpna 2006)
- Dear Diary (Tooth & Nail Records, 7. dubna 2009)
- My Brain Says Stop But My Heart Says Go! (Tooth & Nail Records, 5. dubna 2011)

### Singly
- 2003: Definitely Maybe
- 2003: Crazy Mary
- 2003: Something to Believe In
- 2006: Waste of Time
- 2006: Six Candles
- 2006: The Video Store
- 2006: Girl of the Year
- 2008: Tonight
- 2008: Moment of Truth
- 2008: Nice Piece of Art
- 2009: Boy Moves to a New Town with Optimistic Outlook
- 2009: The Unavoidable Battle of Feeling on the Outside
- 2009: Take Me As I Am

### Kompilace
- 2008: Canada Rocks, „Moment Of Truth“ (CMC)
- 2008: GMA Canada presents 30th Anniversary Collection, „Crazy Mary“ (CMC)
- 2008: X Christmas, „Christmas Shoes“ (BEC)
- 2009: Songs from the Penalty Box, Tooth and Nail Vol. 6, „Boy Moves Into A New Town With An Optimistic Look“ (Tooth and Nail)
- 2010: Happy Christmas Vol. 5, „Snow Miser“ (Tooth and Nail)

## Členové

### Současní
- Trevor McNevan (2003–současnost) – zpěv, kytara
- Steve Augustine (2003–současnost) – bicí

### Dřívější
- Justin Smith (2003) – kytara
- Jeremy Smith (2003–2005) – basová kytara
- John Bunner (2004–2005) – kytara